# Bacsó Péter
Bacsó Péter (Kassa, 1928. január 6. – Budapest, 2009. március 11.) Kossuth- és Balázs Béla-díjas magyar filmrendező, egyetemi tanár, érdemes és kiváló művész.

## Életpályája
Édesanyja Palotai Boris zsidó származású írónő, apja Berkes Gyula textilkereskedő, költő, színész, dalnok és zenész, aki korán, 1929-ben tüdőbajban elhunyt. Néhány évvel később nevelőapja Bőhm Alfréd lett, aki később magyarosította a nevét Bacsó Alfrédra. Péter utána vette fel a Bacsó nevet. 
Családja 1940-ben, a vidéki holokauszt elől költözött Budapestre, ő már itt fejezte be gimnáziumi tanulmányait. 1946-ban felvették a Színház- és Filmművészeti Főiskolára, ahol 1950-ben diplomázott. Kezdetben dramaturgként és forgatókönyvíróként dolgozott, első rendezése az 1963-as Nyáron egyszerű című film volt. Az igazi sikert 1967-ben Fejlövés című filmje hozta meg számára, amely valós történetet dolgoz fel. Különlegessége, hogy a főszerepeket nem végzett színészek, hanem Kovács Kati, a beat-korszak emblematikus, akkor már országos hírű énekesnője és a szintén zenész Horváth Charlie játszották. 
1969-ben rendezte a legendás A tanú című filmet, mely az 1950-es évek koncepciós pereit eleveníti fel. A film túlzottan merész volt az akkori kultúrpolitikának, ezért egészen 1979-ig be sem mutatták, de az 1981-es cannes-i filmfesztiválon nagy sikert aratott, mára pedig kultuszfilm lett Magyarországon.
Számos dalszöveget írt, elsősorban saját filmjeihez. Egyik legnagyobb slágere Fényes Szabolcs zenéjével a Te szeress legalább című szám volt. Többek között Mikes Éva és Koncz Zsuzsa aratott vele nagy sikert. Szintén Fényes Szabolccsal írta az Esős vasárnap délután című számot.
Munkásságáért 1985-ben Kossuth-díjjal jutalmazták.
Betegsége ellenére szinte halála napjáig dolgozott, 2005-ben a De kik azok a Lumnitzer nővérek? című vígjátékot, 2008-ban pedig a Majdnem szűz című filmet forgatta. A 2009-es filmszemlén életműdíjat kapott, az átadáson elnézést kért, hogy túl szomorú filmeket készített.
2009. március 11-én hunyt el, 81 évesen.

## Filmjei

### Rendezőként
- 2008 Majdnem szűz (rendező, forgatókönyvíró)
- 2005 De kik azok a Lumnitzer nővérek? (rendező)
- 2001 Hamvadó cigarettavég (rendező, forgatókönyvíró)
- 2001 A tigriscsíkos kutya - TV-film (rendező)
- 1997 Helló, Doki - tv-sorozat (rendező, író)
- 1996 Balekok és banditák (rendező, forgatókönyvíró)
- 1994 Kis Romulusz tv-sorozat (rendező)
- 1994 Megint tanú (rendező, forgatókönyvíró)
- 1992 Live Show (rendező)
- 1991 Sztálin menyasszonya (rendező)
- 1988 Titánia, Titánia, avagy a dublőrök éjszakája (rendező, forgatókönyvíró)
- 1987 Banánhéjkeringő (rendező, író)
- 1985 Hány az óra, Vekker úr? (rendező, forgatókönyvíró)
- 1983 Te rongyos élet (forgatókönyvíró, rendező)
- 1983 Sértés (rendező, forgatókönyvíró – Vaszilij Makarovics Suksin 3 elbeszélése alapján; 1979-ben tévéfilmként mutatták be először, majd játékfilm lett belőle)
- 1982 Tegnapelőtt (forgatókönyvíró, rendező)
- 1980 A svéd, akinek nyoma veszett (rendező, forgatókönyvíró)
- 1979 Ki beszél itt szerelemről?! (forgatókönyvíró, rendező)
- 1979 Áramütés (rendező, forgatókönyvíró)
- 1977 Riasztólövés (forgatókönyvíró, rendező)
- 1976 Zongora a levegőben (rendező, forgatókönyvíró)
- 1975 Ereszd el a szakállamat! (forgatókönyvíró, rendező)
- 1974 Szikrázó lányok (rendező, forgatókönyvíró)
- 1973 Harmadik nekifutás (forgatókönyvíró, rendező)
- 1972 Forró vizet a kopaszra! (rendező, forgatókönyvíró)
- 1971 Jelenidő (forgatókönyvíró, rendező)
- 1971 Kitörés (rendező, forgatókönyvíró)
- 1969 A tanú (rendező, forgatókönyvíró)
- 1968 Fejlövés (forgatókönyvíró, rendező)
- 1967 Nyár a hegyen (rendező, forgatókönyvíró)
- 1965 Szerelmes biciklisták (forgatókönyvíró, rendező)
- 1963 Nyáron egyszerű (rendező, forgatókönyvíró)
- 1960 "Útinapló" (rendező, forgatókönyvíró)

### Közreműködőként
- 2003 Lili tv-sorozat (forgatókönyvíró)
- 1991 Magyar rekviem (producer)
- 1977 Egy erkölcsös éjszaka (forgatókönyvíró)
- 1972 Macskajáték (forgatókönyvíró, dramaturg)
- 1971 Szerelem (forgatókönyvíró, dramaturg)
- 1969 Isten hozta, őrnagy úr! (dramaturg)
- 1969 Virágvasárnap (forgatókönyvíró)
- 1964 Nyáron egyszerű (forgatókönyvíró)
- 1961 Két félidő a pokolban (forgatókönyvíró)
- 1961 Megszállottak (dramaturg)
- 1961 Katonazene (forgatókönyvíró)
- 1960 Fűre lépni szabad (forgatókönyvíró)
- 1959 Merénylet (forgatókönyvíró)
- 1959 Gyalog a mennyországba (forgatókönyvíró)
- 1958 Ház a sziklák alatt (dramaturg)
- 1958 Édes Anna (forgatókönyvíró)
- 1956 Mese a 12 találatról (forgatókönyvíró)
- 1955 Dandin György, avagy a megcsúfolt férj (dramaturg)
- 1955 A 9-es kórterem (dramaturg)
- 1954 Fel a fejjel (forgatókönyvíró)
- 1954 Liliomfi (dramaturg)
- 1954 Simon Menyhért születése (dramaturg)
- 1953 Ifjú szívvel (forgatókönyvíró)
- 1953 A harag napja (dramaturg)
- 1952 Erkel (dramaturg)
- 1952 Nyugati övezet TV-film (forgatókönyvíró)
- 1951 Déryné (forgatókönyvíró)
- 1949 Szabóné (forgatókönyvíró)

### Szereplőként
- 2002 A tanú én vagyok (szereplő)
- 1982 Történetek a magyar filmről (színész)

## Könyvei

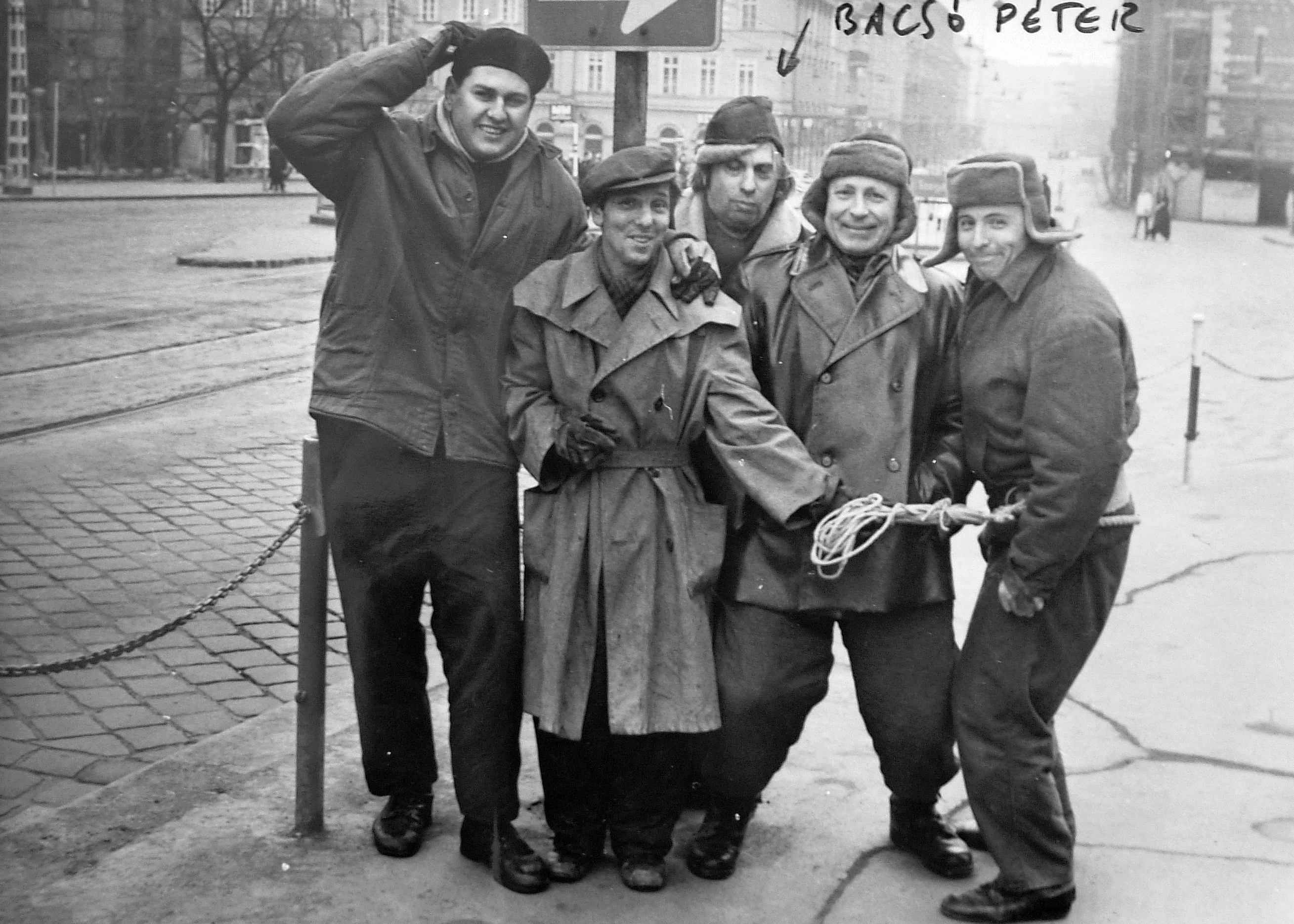
Bacsó Péter és a stáb tagjai a Forró vizet a kopaszra című film forgatásakor (1972)

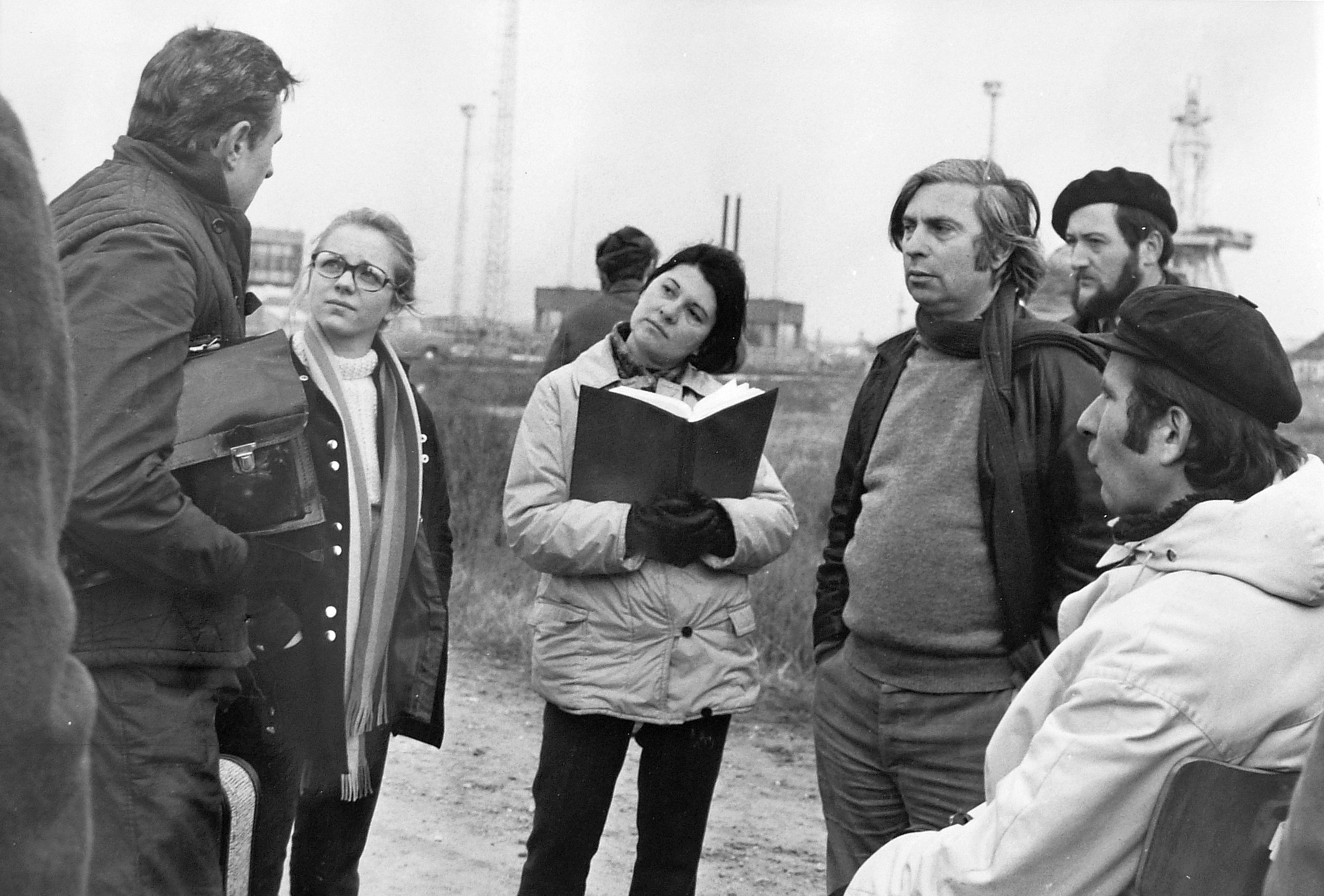
Avar István színművész (balra), Bacsó Péter rendező (sállal) és Zsombolyai János operatőr (jobbra) a Harmadik nekifutás című film forgatásán

- Édes Anna. Magyar film. Dialóglista; Kosztolányi Dezső regénye nyomán írta Bacsó Péter, rend. Fábri Zoltán; Jegyzetsokszorosító, Bp., 1958
- Jelenidő; Szépirodalmi, Bp., 1975; Bacsó Péter–Zimre Péterː Jelenidő; rend. Bacsó Péter, bev. Rényi Péter / Bacsó Péter–Konrád Györgyː Kitörés / Bacsó Péter–Zimre Péterː Harmadik nekifutás ISBN 963150381X
- Áramütés. Bacsó Péter filmje; szerk., interjúk Újhelyi János; Magvető, Bp., 1979 (Ötlettől a filmig) ISBN 9632709942
- A tanú; Magvető, Bp., 1980 (Rakéta Regénytár) ISBN 9632709616
- Krunski svedok. Roman (A tanú); szerbre ford. Radoszlav Miroszavljev; Narodna knjiga, Beograd, 1984
- Megint tanú. Filmregény, 1992 – Társszerző: Fábry Sándor (Pelikán Kiadó, 1992) ISBN 9637955984
- A Tanú. Filmregény, 1969; 3. bőv. kiad.; Pelikán–Pannon, Bp., 1992
- Csendes kiáltás. Bacsó Péter beszélgetései Jancsó Miklóssal; Pelikán, Bp., 1994
- A tanú / Megint tanú – Társszerző: Fábry Sándor (Pelikán Kiadó, 1995) ISBN 9638095237
- 3 tanú / A Tanú / Megint Tanú / Te rongyos élet...!; karikatúrák Lehoczky Károly; Kossuth, Bp., 2001 ISBN 9630942550
- Hamvadó cigarettavég. Filmregény (CD-melléklettel) (Kossuth Kiadó, 2003) ISBN 9630944227

## Díjai
- Balázs Béla-díj (1968)
- Érdemes művész (1972)
- SZOT-díj (1973)
- Kiváló művész (1983)
- Kossuth-díj (1985)
- A Magyar Köztársasági Érdemrend középkeresztje (1998)
- A Magyar Köztársasági Érdemrend középkeresztje a csillaggal (2002)
- Magyar Mozgókép Mestere (2004)
- Budapest díszpolgára (2006)
- Hazám-díj (2008)
- a Magyar Filmszemle életműdíja (2009)

## Jegyzetek

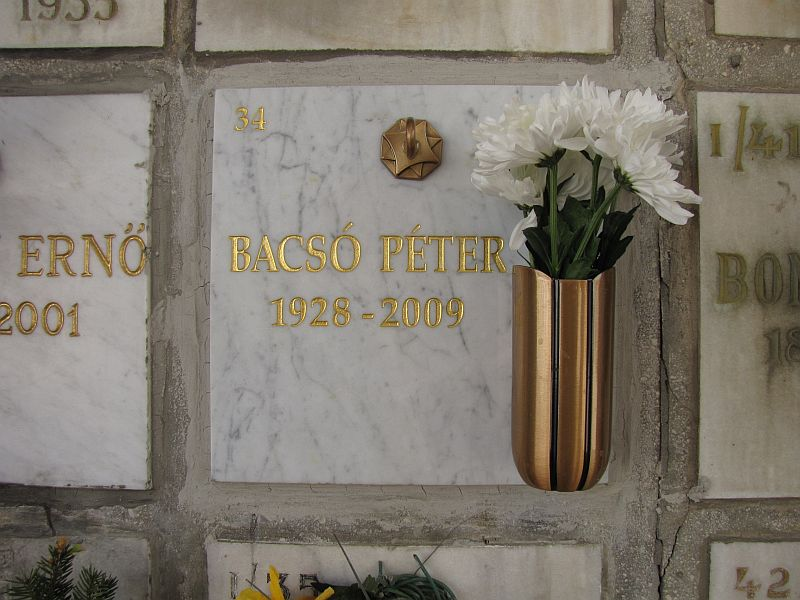
Bacsó Péter sírja Budapesten. Farkasréti temető: 607-34. templomi fülke